# Scotodes
Scotodes är ett släkte av skalbaggar som beskrevs av Johann Friedrich von Eschscholtz 1818. Scotodes ingår i familjen dubbelklobaggar.
Släktet innehåller bara arten Scotodes annulatus.